# Anna Maria Gueizelor
Anna Marie Gueizelor, nota anche con lo pseudonimo di Madam Azurie (Bangalore, 20 novembre 1907 – Islamabad, 22 febbraio 1998), è stata una ballerina e attrice pakistana.

## Biografia
È una delle più importanti danzatrici classiche del Pakistan. Nata a Bangalore nel 1907, il padre era tedesco e la madre indiana. 
Dopo aver studiato balletto e pianoforte, incominciò a esercitarsi nel balletto classico. Entrò nel Three Arts Circle di Begum Atiya Rahman (a Aiwan-e-Riffat), che la chiamò Azurie.
Entrata nel giro cinematografico di Bombay, fece vari film. In Pakistan, dove fece altri film, aprì la Academy of Classical Dance, e a Islamabad entrò nel National Council of the Arts. Morì nell'agosto del 1998.
Tra i suoi film: Yaad (1942), Tasveer (1943), Rattan (1944), e ShahJehan (1946).